# 850 Altona
850 Altona è un asteroide della fascia principale del diametro medio di circa 80,9 km. Scoperto nel 1916, presenta un'orbita caratterizzata da un semiasse maggiore pari a 3,0004740 au e da un'eccentricità di 0,1252843, inclinata di 15,54456° rispetto all'eclittica. Ha un diametro di 80.90 km	e un periodo di rotazione di 11.1913 ore.
L'asteroide è dedicato alla città di Altona, in Germania vicino ad Amburgo. Inizialmente, come altri asteroidi scoperti all'osservatorio di Simeiz durante la prima guerra mondiale, non poté essere comunicato subito all'Istituto Rechen dell'Università di Heidelberg e fu quindi identificato per alcuni anni con una sigla contenente Σ, la lettera sigma dell'alfabeto greco.